# ロビーナ・スタジアム
ロビーナ・スタジアム（シーバス・スーパー・スタジアム）はオーストラリア・クイーンズランド州ゴールドコーストにあるスタジアムである。

## 概要
ナショナル・ラグビー・リーグのゴールドコースト・タイタンズ、およびサッカーAリーグのゴールドコースト・ユナイテッドのホームスタジアムとなっている。
シーバス社がネーミング・ライツを取得し、シーバス・スーパー・スタジアムと呼ばれている。
ゴールドコーストのロビーナ地区に位置し、シティートレインのロビーナ駅 (ゴールドコースト線) に近接している。来場者向けの駐車場は無く、公共交通機関の利用が推奨されている。
スタジアムの建設は2006年にはじまり、2008年の2月に竣工した。翌3月に開幕したナショナル・ラグビー・リーグ2008年シーズンより、ゴールドコースト・タイタンズの本拠地となった。2009年8月からは、新設されたゴールドコースト・ユナイテッドもここをホームスタジアムとしている。
2008年10月から11月にかけて開催されたラグビーリーグ・ワールドカップの会場にも選ばれ、2試合が開催された。また、2011-12シーズンから4年間、IRBセブンズワールドシリーズのオーストラリア・レグが開催され、そのうち2011-12シーズンはシリーズ開幕戦の舞台となる。